# AS 트렌친
AS 트렌친(슬로바키아어: Asociácia športov Trenčín)은 트렌친을 연고로 하는 슬로바키아의 축구 클럽이다. 현재 포르투나 리가에 참가하고 있다.

## 성적
- 슬로바키아 수페르리가: 3위 1회 (2013)
- 2. 리가: 우승 1회 (2011), 준우승 3회 (1997, 2009, 2010)

## 선수 명단

### 현역
참고: FIFA 자격 규정에 따라 소속된 국가대표팀 국기를 표시합니다. 선수는 복수의 FIFA 비회원국 국적을 가지고 있을 수 있습니다.
| 번호 | 포지션 | 국적 | 이름          |
| ---- | ------ | ---- | ------------- |
| 11   | MF     |      | 루이스 로하스 |

| 번호 | 포지션 | 국적                  | 이름              |
| ---- | ------ | --------------------- | ----------------- |
| 83   | GK     | 보스니아 헤르체고비나 | 루카 다미아노비치 |

## 역대 감독
| 감독            | 임기 |
| --------------- | ---- |
| 리카르도 모니츠 | 2018 |